# Wilhelmshallen

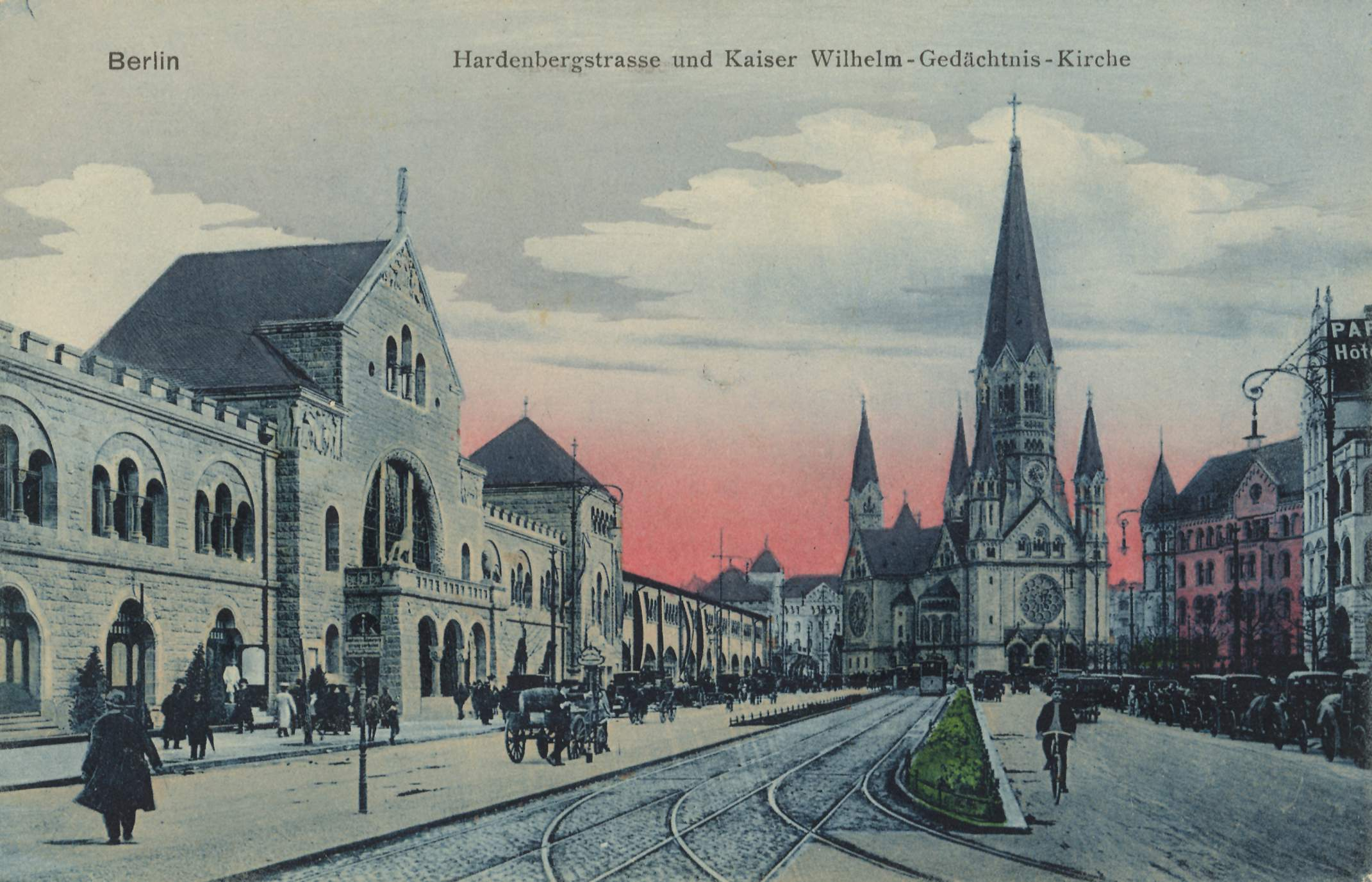
Wilhelmshallen (links) und Kaiser-Wilhelm-Gedächtniskirche (rechts)

Die Wilhelmshallen an der Hardenbergstraße in Berlin-Charlottenburg waren ein neoromanisches Gebäude, das nach Kaiser Wilhelm I. benannt und vom Architekten Carl Gause 1905–1906 erbaut wurde. Der Entwurf Gauses berücksichtigte alle Vorgaben Kaiser Wilhelms II. Im Zweiten Weltkrieg wurde das Gebäude bei einem Luftangriff im Jahr 1943 beschädigt und 1955 abgerissen. An seiner Stelle befindet sich heute der Zoo Palast, erbaut 1956/1957 nach Plänen der Architekten Paul Schwebes, Hans Schoszberger und Gerhard Fritsche.

## Lage und Umgebung
In der unmittelbaren Nachbarschaft befand sich die Kaiser-Wilhelm-Gedächtniskirche von Franz Schwechten. Mehrere Gebäude in der direkten Umgebung wurden in bewusstem Bezug zur Kirche ebenfalls im neoromanischen Stil erbaut und bildeten das sogenannte „Romanische Forum“ am Berliner Auguste-Viktoria-Platz (heute: Breitscheidplatz). Beispiele dafür waren das Romanische Haus I und Romanische Haus II, ebenfalls von Franz Schwechten, der 1928 aus Verkehrsgründen abgebrochene Rolandbrunnen, die Wilhelmshallen sowie das 1914–1915 errichtete Büro- und Geschäftshaus „Haus Kaisereck“ bzw. „Haus Kurfürsteneck“ von Emil Schaudt, das aber bereits nur noch in wenigen Einzelheiten an (neo-)romanische Formen erinnerte.

## Nutzung

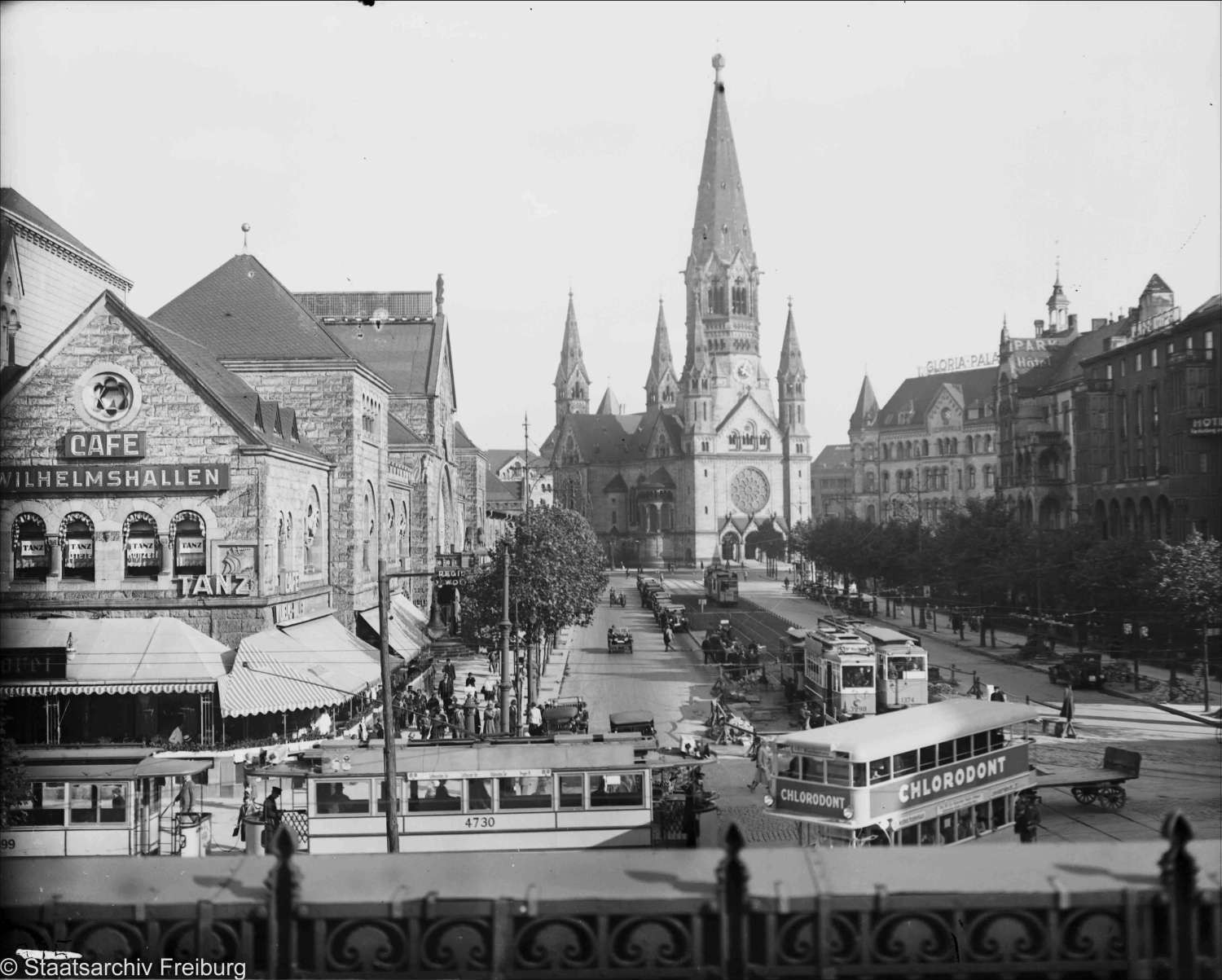
Café Wilhelmshallen (links), (Foto: Willy Pragher, 1926)

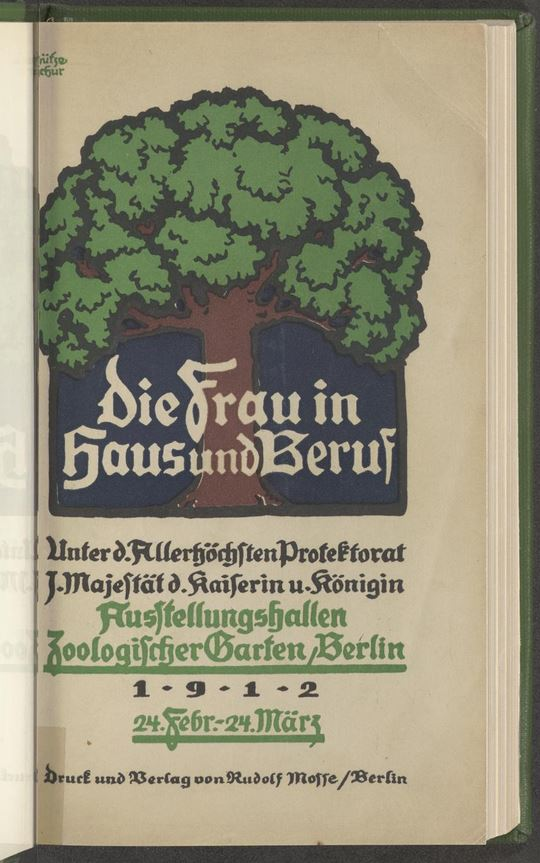
Die Frau in Haus und Beruf, Ausstellung 1912

Das Berliner Adressbuch für das Jahr 1907 gibt für das Gebäude noch keine Hausnummer an – zwischen dem gegenüberliegenden Park-Hotel Hardenbergstraße 29 und dem Bahnhof Zoologischer Garten Hardenbergstraße 30 –, außerdem nennt es das Gebäude Ausstellungshalle und den Eigentümer Ausstellungshalle GmbH (im Singular), Hinweise auf einen Gastronomiebetrieb liefert es nicht.
Wenige Jahre später ist in Zusammenhang mit verschiedenen Veranstaltungen von den Ausstellungshallen am Zoo (im Plural) die Rede. Im Februar/März 1912 fand dort beispielsweise die Ausstellung Die Frau in Haus und Beruf statt. Die für Mai/Juni 1912 geplante Ausstellung Haus- und Wohnungsbau wurde bereits Anfang des Jahres als letzte Veranstaltung in den Ausstellungshallen angekündigt.
Noch im selben Jahr erfolgte ein Umbau, und der westliche Teil diente seitdem als Varieté und Kino, in dem bereits 1915 Filme gezeigt wurden und das ursprünglich Palasttheater am Zoo hieß. 1925 wurde der Bau von der UFA übernommen und beheimatete dann den Ufa-Palast am Zoo. Durch ein Foto von Willy Pragher aus dem Sommer 1926 ist belegt, dass spätestens zu dieser Zeit auch das Café Wilhelmshallen im Gebäude untergebracht war.